# Type 053H2G (lớp khinh hạm)
Lớp khinh hạm Type 053H2G (NATO gọi là lớp Jiangwei I - Giang Vệ I) là một lớp tàu hải quân của Hải quân Trung Quốc. Lớp này được thiết kế trên cơ sở cải tiến lớp khinh hạm Type 053 và được đưa vào chế tạo từ đầu thập niên 1990. Chỉ có 4 chiếc thuộc lớp này được chế tạo, mang các số hiệu 539 (Anqing), 540 (Huainan), 541 (Huaibei), 542 (Tongling). Lớp này có kích thước lớn hơn lớp Type 053 một chút và được trang bị tên lửa hải đối không HQ-61. Ngoài ra, tàu có mang máy bay trực thăng loại Harbin Z-9C.
Type 053H2G có lượng choán nước chuẩn là 2.250 tấn, khi đầy tải là 2.393 tấn. Tàu dài 112 m, sườn ngang rộng 12,4 m, mớn nước 4,3 m. Tàu có thể đạt tốc độ 24 hải lý trên giờ và tầm hoạt động 5000 hải lý. Thủy thủ đoàn 168 người.